# Sokółka (Pasmo Lesistej)
Sokółka (niem. Der schlimme Berg, 801 m n.p.m.) – szczyt w Masywie Dzikowca i Lesistej Wielkiej, w Górach Kamiennych. 

## Położenie

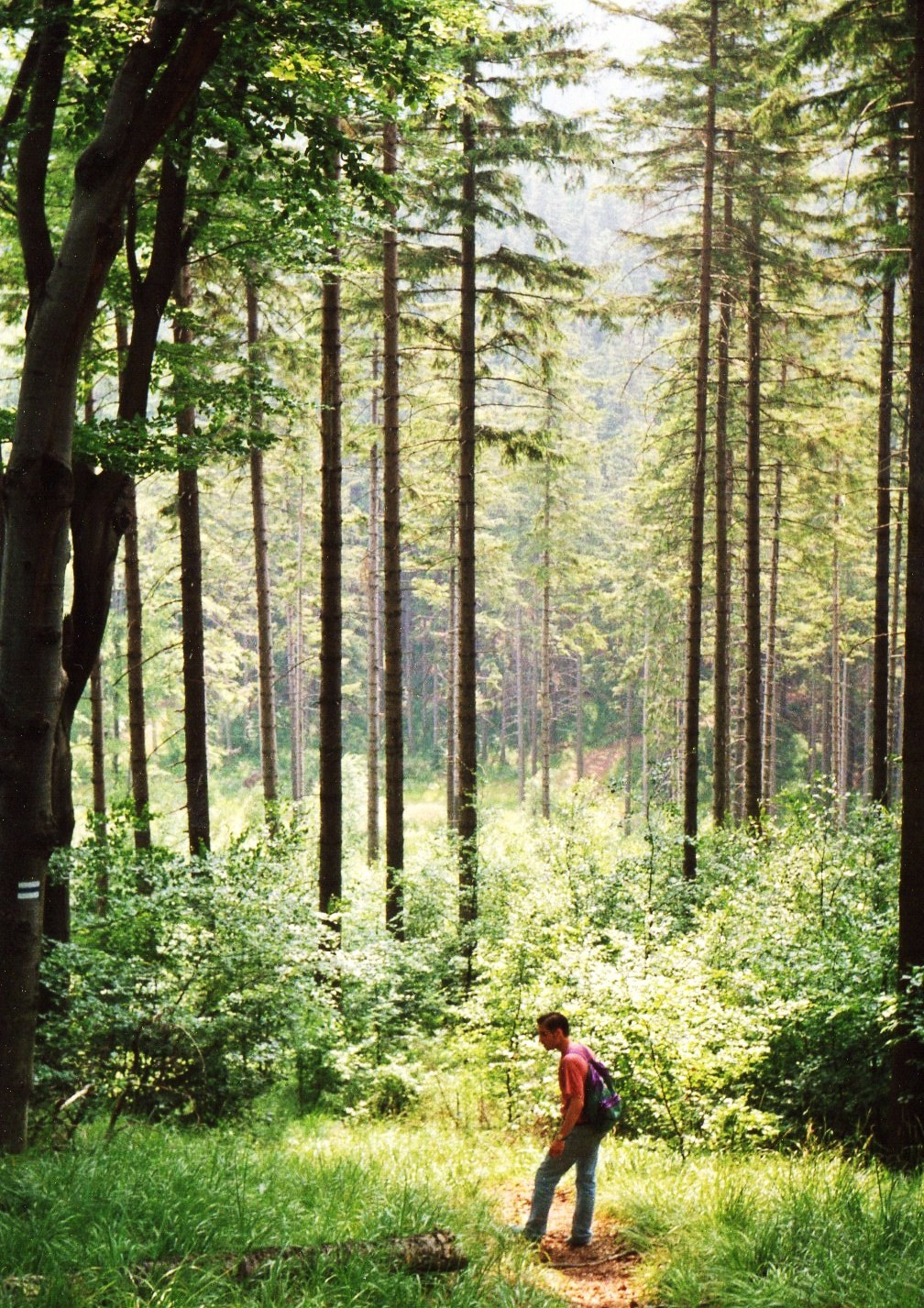
Stoki Sokółki

Znajduje się na grzbiecie łączącym Dzikowiec z Wysoką i Stachoniem. Z północno-wschodniego zbocza wystaje Brzozówka. Południowo-zachodnia przełęcz oddzielająca go od grzbietu nazywa się Polanka. Rozdziela zlewnie Bobru (dopływy Grzędzkiego Potoku) i Nysy Kłodzkiej (dopływy Ścinawki). Po północno-zachodniej stronie istnieją niewielkie skałki (ścianki).

## Geologia i przyroda
Szczyt zbudowany z latytów (porfirów), w których występuje baryt i oligoklaz. Na zboczu po stronie wschodniej położone są mułowce i iłowce czerwonego spągowca z żyłami trachybazaltów. Sokółka porośnięta jest lasem iglastym (świerk regla dolnego). W niższych partiach występują domieszki drzew liściastych. 

## Turystyka
Przez szczyt przechodzi  niebieski szlak turystyczny z Dzikowca na Lesistą Wielką. Północno-zachodnim zboczem trawersuje  szlak zielony z Unisławia Śląskiego na Dzikowiec.